# Бар (река)
Бар (укр. Бар) — река в Дрогобычском районе Львовской области Украины. Левый приток реки Тысменица (бассейн Днестра).
Берёт начало на северо-восточных склонах горы Магура (729 м) в Восточных Бескидах. Длина реки 26 км. Площадь водосборного бассейна 114 км². Уклон реки 8,8 м/км. Долина корытообразная, с пологими склонами, шириной до 2,5 км. Русло извилистое, шириной в среднем 2 м. Используется для водоснабжения и наполнения прудов.
Главные притоки: Шумовка (правый), Радычев (левый).